# Tiokarbamid
A tiokarbamid egy szerves vegyület. A karbamiddal analóg kénvegyület. Összegképlete CH4N2S. Színtelen, rombos szerkezetű kristályokat alkot. Keserű ízű. Alkoholban jól, éterben rosszul oldódik.

## Kémiai tulajdonságai
A tiokarbamid kémiai tulajdonságai a karbamid kémiai tulajdonságaira emlékeztetnek. A karbamidhoz hasonlóan két tautomer alakja van, létezhet izotiokarbamid-alakban is. A tiokarbamid zárványvegyületeket képezhet (akárcsak a karbamid). Savakkal sóképződés közben reagál. Acilezett származékai is ismertek, ezek a tioureidek.

## Előállítása
A tiokarbamid előállítható ammónium-tiocianát 170 °C-ra hevítésével. Ez a folyamat megfordítható, egyensúlyra vezet. Az egyensúlyi keverék csak 25% tiokarbamidot tartalmaz.

Az ammónium-tiocianát átalakulása tiokarbamiddá megfordítható folyamat

Előállítható kén-hidrogén és ciánamid addíciós reakciójával is, ennek a módszernek a hozama jobb.

## Felhasználása
A tiokarbamidot főként heterociklusos vegyületek szintézisénél alkalmazzák. A tiokarbamidból gyártott vegyületek között sok fontos gyógyszer és festék található.